# Кијево (Трново, Источно Сарајево)
Кијево је насеље у општини Трново, град Источно Сарајево, Република Српска, БиХ. Према прелиминарним подацима пописа становништва 2013. године, у насељеном мјесту Кијево укупно је пописано 269 становника.

## Географија
Налази се на обалама ријеке Жељезнице, јужно од урбаног градског средишта. Административно припада општини Трново, али са њом није територијално повезано. Кроз насеље пролази, за Републику Српску важна саобраћајница, магистрални пут Сарајево–Фоча–Требиње. Кијево карактерише веома богата флора и фауна. Веома је популарно мјесто за бег из урбане градске средине у природу и чист ваздух. Насеље је удаљено 9 километара од међународног аеродрома у Сарајеву.

## Историја
Све до 90-их година 20. вијека Срби и Муслимани живели су заједно у миру.
Почетком 90-их и ратних догађаја које доносе исте године, велики број српских и муслиманских кућа је спаљен од стране АРБиХ и ВРС. Велики број људи је емигрирао. Последице рата и даље су видљиве на сваком кораку (спаљене куће, рупе по зидовима кућа, депопулација становништва).

## Становништво
Према попису из 1991. године у Кијеву је живело 452 становника. Становништво се бави искључиво пољопривредом и сточарством.
| Националност | 1991. | 1981. | 1971. |
| Срби         | 141   | 125   | 114   |
| Муслимани    | 307   | 303   | 238   |
| Хрвати       | 1     |       | 1     |
| Југословени  | 2     | 2     | 1     |
| Црногорци    |       | 3     |       |
| остали       | 1     |       |       |
| Укупно       | 452   | 433   | 354   |

| Демографија | Демографија | Демографија |
| Година      | Становника  | Становника  |
| ----------- | ----------- | ----------- |
| 1961.       | 393         |             |
| 1971.       | 354         |             |
| 1981.       | 433         |             |
| 1991.       | 452         |             |
| 2013.       | 269         |             |

## Клима
Клима је искључиво планинска до умерено-континентална.
Зиме су веома хладне са великим снежним падавинама. Најхладнији мјесеци су Јануар и Фебруар, а најтоплији Јул и Август. Љета су топла, али има и доста падавина.

## Култура
У селу се налази храм Светог пророка Илије. Кијево припада парохији Српске православне цркве у Војковићима, чије је седиште Храм Светог свештеномученика Петра Дабробосанског у Војковићима.